# La Peña (Mieres)
La Peña es una parroquia y un barrio del concejo de Mieres en la comarca del Caudal, Principado de Asturias, España.

## Geografía
La parroquia posee una extensión de 6,78 km² y suma 699 habitantes en 2023. Se reparten sobre la confluencia del valle del río Caudal y el valle de San Tirso y consta de un total de 34 núcleos de población según el nomenclátor de 2023.
La parroquia, consagrada al Santo Cristo de la Misericordia, limita al norte con los concejos de Oviedo y de Langreo; al este con la parroquia de Santa Rosa; al sur con la de Mieres; al suroeste con la de Seana; y al oeste con la de Rebollada.
La minería en la parroquia se remonta a la época romana cuando estos explotaron el cinabrio de Los Cozales y El Tarronal. Más tarde, en la época industrial, se volvió a explotar en 1844 a través de las sociedades mineras La Unión Asturiana y El Porvenir. Vestigios de esa industria se encuentran en el castillete del Cañu de la Salud, el más antiguo de las cuencas, y las instalaciones de El Tarronal.

## Patrimonio
- Castro de San Tirso entre los concejos de Langreo y Mieres se extiende por una superficie protegida de unos 2.000 metros cuadrados, según la Carta Arqueológica de Asturias.[3] Sobre él está edificada la ermita de San Tirso y su estado es malo.

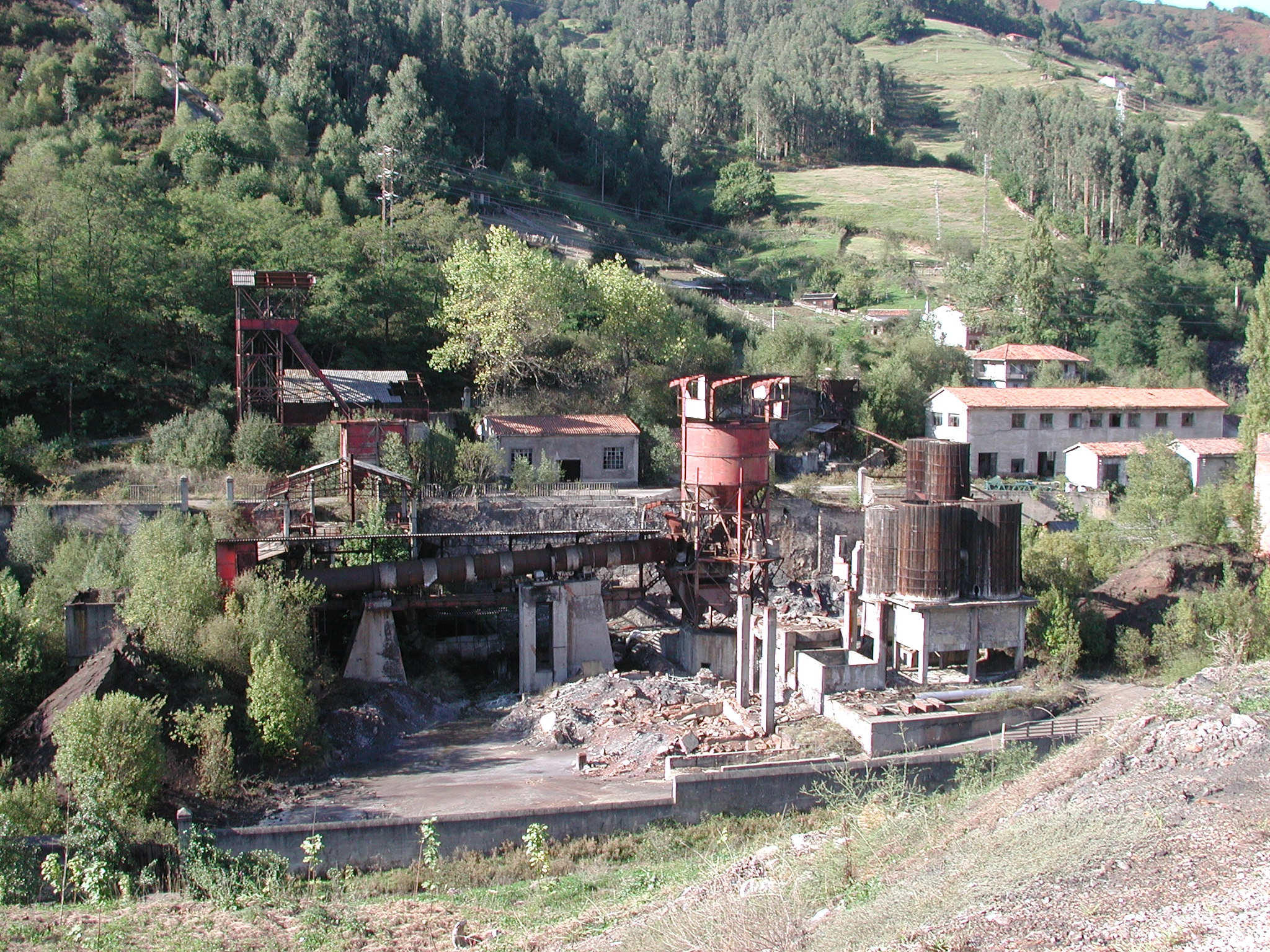
Pozo El Tarronal (Pozo Esperanza)

- Pozo El Tarronal (Pozo Esperanza). Comenzó a explotarse en 1840 y cesó su explotación en 1973. Se puede ver desde la autovía Minera ( AS-I ). Fue un pozo de extracción de cinabrio, mena de mercurio. El conjunto está compuesto por un castillete, el socavón del Pozo Esperanza, una chimenea y el canal de evacuación de humos. El castillete está fabricado con perfiles metálicos solados, con una altura de 15’5 m. La chimenea era usada para la salida de los humos creados al tostar el mineral para la obtención del mercurio. Es una chimenea de planta cuadrada construida con ladrillo macizo.

## Núcleos de población
Hay 34 núcleos de población en la parroquia aunque en 2023, había 10 que se encontraban deshabitados:
| Núcleo             | Nombre oficial     | Pob (2023) | Datos INE | Altitud (m.) | Km a Mieres |
| ------------------ | ------------------ | ---------- | --------- | ------------ | ----------- |
| Arzolar            | L’Arzolá           | 0          | [ 5 ]     | 380          | 4,5         |
| El Barrio          | El Barrio          | 5          | [ 6 ]     | 225          | 1,6         |
| El Bravo           | El Breu            | 2          | [ 7 ]     | 295          | 3,5         |
| El Cabanín         | El Cabanín         | 19         | [ 8 ]     | 230          | 2           |
| La Canterona       | La Canterona       | 4          | [ 9 ]     | 350          | 1,9         |
| Caño de la Salud   | El Cañu            | 24         | [ 10 ]    | 210          | 2           |
| La Carba           | La Carba           | 1          | [ 11 ]    | 270          | 2           |
| Carba de Arrojo    | La Carba d'Arroxo  | 0          | [ 12 ]    | 230          | 1           |
| La Caseta          | La Caseta          | 5          | [ 13 ]    | 660          | 6,8         |
| Cimielles          | Cimielles          | 2          | [ 14 ]    | 350          | 2,8         |
| Corras del Canto   | La Corra'l Quentu  | 0          | [ 15 ]    | 400          | 3,1         |
| Las Cruces         | Les Cruces         | 0          | [ 16 ]    | 430          | 3,5         |
| Cutiellos          | Cutiellos          | 0          | [ 17 ]    | 440          | 5,1         |
| La Escalada        | Escalá             | 2          | [ 18 ]    | 480          | 3           |
| Las Escuelas       | Les Escueles       | 15         | [ 19 ]    | 340          | 2           |
| La Fuentiquina     | La Funtiquina      | 0          | [ 20 ]    | 400          | 5           |
| La Infestal        | La Festal          | 0          | [ 21 ]    | 400          | 3,7         |
| Juan Cabrito       | Xuancabritu        | 0          | [ 22 ]    | 260          | 3,3         |
| Las Laviades       | Les Llaviaes       | 6          | [ 23 ]    | 400          | 4           |
| El Nozal           | La Nozal           | 1          | [ 24 ]    | 490          | 9,8         |
| La Peña            | La Peña            | 170        | [ 25 ]    | 210          | 2           |
| El Pradón          | El Praón           | 0          | [ 26 ]    | 450          | 3,8         |
| La Pría            | La Pría            | 3          | [ 27 ]    | 410          | 5,3         |
| La Rampla          | La Rampla          | 21         | [ 28 ]    | 200          | 1,5         |
| Rozadas de la Peña | Rozaes de la Peña  | 177        | [ 29 ]    | 230          | 2           |
| El Rucio           | El Ruciu           | 10         | [ 30 ]    | 230          | 3           |
| San Tirso          | San Tiso           | 5          | [ 31 ]    | 383          | 5,3         |
| La Tejera          | La Teyera          | 38         | [ 32 ]    | 350          | 4           |
| El Terronal        | El Tarronal        | 47         | [ 33 ]    | 240          | 2,8         |
| La Vara            | La Vara            | 3          | [ 34 ]    | 400          | 5,5         |
| Arrojo             | Arroxo             | 39         | [ 35 ]    | 202          | 0,5         |
| Barrio Alperi      | Les Cases d'Alperi | 81         | [ 36 ]    | 230          | 0,5         |
| Despeñaperros      | Espeñaperros       | 0          | [ 37 ]    | 200          | 1,9         |
| Santa Ana          | Santana            | 24         | [ 38 ]    | 200          | 2           |